# Czigány család
A  Czigány család egy eredetileg Zemplén vármegyei nemesi származású család, amely később Vas és Zala vármegyékben is megtelepedett. A név az idők során több alakban is íródott: Cigány, Czigán, Tzigán, stb. A család előneve is változott: az ősi "karicsai" után a zágorhidi/zágorhidai és a mikefai előnevet, illetve ezek kombinációit is használták.

## A család története
A karicsai Czigány család a Bodrogközből, a Karcsa-patak tájáról származik az egykor Zygan-nak írt (ma Cigánd) településről. Az egykori bodrogközi Karcsa patak ill. település elnevezése (és a zalai Karicsa település neve is) a török karceya-sólyom szóból származik. A karicsai Czigány család ősi címerében is egy sólyom látható, csőrében vörös rózsával. E címerre kértek és kaptak királyi megerősítést 1615-ben Nyitrában és 1619-ben Zemplénben. Nem csak a Karicsa név ótörök eredetű, hanem a Czigány családnév is. A Zygan-Chygan alakban írt családnév ugyanis korábban feltűnik a forrásokban, minthogy a cigány nép megjelent volna Magyarországon. Eredetét a nyelvészek a bodrogközi honfoglalás kori Zygan település nevével hozták kapcsolatba, mely kiejtve „szigan"-nak hangzott, jelentése pedig a török syq – nyom, sajtol igéből magyarázható.
A Bodrogközből vált ki egy családi ág, s Zalába költözött át. Itt 1226-ban a Kerka-menti részen birtokot vásárolt, melyet Karicsának nevezett el. Önmagára pedig megkülönböztető, majd családnévként a hajdani településnek nevet adó őse után Zygan-Chygan-Czigány nevet használta. 1226-tól kb. 330 éven át élt itt a család, s birtokáról a karicsai előnévvel nevezte magát, majd az 1500-as évek közepén a török pusztításai miatt kényszerült áttelepülni Vas megyébe.
1527-ben Zalay János 6 jobbágytelekből álló zágorhidai birtokát ("in possessione Zagorhyda") – ennek hűtlensége miatt – I. Ferdinánd király karicsai Czigán Ferencnek ("Francisco Czigán de Karitha") adományozta.
A török pusztítás után a Kerka-menti Karicsa már csak pusztaként élt tovább. 1564-ben a Szentlászlói család birtokadományozás utáni beiktatásán még megjelentek karicsai Czigány Mihály és János, valamint a Kerecsényi család karicsai jobbágyai, de 1574-ben Barlahidával együtt teljesen elhagyottként említik ("Karycha et Bollahyda totaliter desertae sunt"). 1799-ben Vályi András munkájában „Szállás Szala Várm. fekszik Novához közel" megjegyzéssel szerepel, s hasonlóan hozza Lipszky János Repertóriuma 1808-ban. Ma csupán egy erdő és egy dűlő neve őrzi emlékét.
A Czigány család a későbbiekben már nem használta a karicsai előnevet. Az 1600-as évek közepén a család Vas megyében maradt ága Karicsa helyett, az ennek tőszomszédságában fekvő Zágorhida birtokról zágorhidai Czigánynak nevezte magát. III. Ferdinándtól 1649-ben Czigány Balázs és gyermekei kaptak címeres levelet, (a címer leírása: "kék paizsban zöld földön álló medve mellső lábaiban szőllőfürtöt tart; sisakdísz: buzakéve; takarók: kék-arany, vörös-ezüst"), majd 1763-ban a család ugyanezen a néven kért és kapott nemességéről királyi megerősítést.
A Zala megyébe visszatért ág az egykori Karicsával ugyancsak szomszédos Mikefa birtokról vette új előnevét. Erről a bizonyos visszatérésről az első írásos adat 1674-ből való, amikor Barbel Mihály és Pál mikefalvai nemesi kúriájukat, amely "Karicsa felett, Náprádfától keletre, Karácsonfalutól nyugatra fekszik" a Czigány család tagjainak és örököseiknek 50 Ft-ért örök jogon eladta. A közeli Lórántfa, másképpen Lőrinczfalva (ma csak dűlőnévként fordul elő Mikekarácsonyfán) is a család birtokába került: Bőr Borbála, Somogyi Ádám felesége és Lóránt András elhagyott ősi nemesi kúriájukat 1690-ben Czigán Tamásnak, Gergelynek, Györgynek, Istvánnak és örököseiknek 40 Ft-ért örök jogon eladták.
Egy 1715-ben kelt vizsgálati jegyzőkönyvben azt olvassuk, hogy a Mátayak által épített kiskaricsai malom a Czigány-testvérek tulajdonában van. Ez a malom többször is előfordul az összeírásokban és a II. katonai felmérés alapján készült térképen is szerepel, bár ezután nem említik. Lehet, hogy ennek a helyén épült a barlahidai Tuboly-malom.
Nem sokkal később a család Lispe puszta községet is megszerezte (ma Lispeszentadorján része). 1718-ban ugyanis a Somogyi és a Lóránt család tagjai a pusztát 40 Ft zálogösszeg és 50 Ft készpénz fejében örök áron eladták a Czigány család tagjainak. Az adásvétel egy későbbi jegyzőkönyvből maradt ránk, amelyben az eladók kijelentik, hogy meggondolták magukat, de ennek nem sok hatása lehetett, mert a továbbiakban Lispe földesuraként a Czigány családot említik.

## A család jelentősebb tagjai
- karicsai Czigány Pál (1715k – Márkusháza/Markusócz, 1773) szolgabíró, birtokos
- mikefai dr. Czigány János (1885 – 1960) – előbb a novai, majd a nagykanizsai és a zalaegerszegi járás főszolgabírája
- zágorhidai Czigány Bertalan (1821 – 1892) – a letenyei járás szolgabírója, az 1848–49-es forradalom és szabadságharc honvédszázadosa, földbirtokos